# Maison Bertrandy
La maison Bertrandy est une maison située en France sur la commune de Salers, en région Auvergne-Rhône-Alpes.

## Localisation
Le monument se trouve rue de la Martille dans le centre de Salers.

## Historique
La famille Bertrandy fut la première propriétaire de la maison, qui a été construite en 1700 en intégrant des éléments romans et gothiques d'un bâtiment antérieur, comme les encadrements de portes.

### Protection
La maison est inscrite au titre des monuments historiques par arrêté du 10 février 2010.

## Description
Le portail est encadré par des larmiers et surmonté d'un fronton triangulaire. Un escalier en pierre relie les étages. Au rez-de-chaussée, se trouve une grande cheminée médiévale en pierre. Le salon est décoré de boiseries et de placards muraux. Au premier étage, une chambre avec cheminée abrite une porte typique de Salers, cloutée, conçue pour protéger contre les intrusions pendant la guerre de Cent Ans.